# ひだまりの中で
『ひだまりの中で』は、吉岡亜衣加の5枚目のオリジナルアルバム。2013年8月21日にティームエンタテインメントから発売された。

## 概要
前作『てのひらあわせ』からおよそ1年振りにアルバムをリリース。
今作も薄桜鬼関連タイアップ曲が多数収録されている。初回限定盤には、「夢待ちの季節」のミュージッククリップのフルver.と今までに発売されたゲーム「薄桜鬼 遊戯録弐」以降の「薄桜鬼」シリーズのテロップ入りオープニングムービーや6月に日本青年館となんばHatchで行われた「吉岡亜衣加 コンサートツアー2013 〜薄桜鬼 歌響の宴〜」 密着ドキュメントなどを収録したDVDが付属されている。

## 収録曲
1. 暁闇
作詞：森由里子、作曲：上野義雄、編曲：chokix
  - PSP用ソフト『裏語薄桜鬼』オープニングテーマ
2. 夢待ちの季節
作詞：上園彩結音、作曲：三浦誠司、編曲：安瀬聖
  - iOS＆Android用アプリ『薄桜鬼 懐古録』オープニングテーマ
3. 最涯ての地図
作詞：上園彩結音、作曲：小野貴光、編曲：戸田章世
  - 『薄桜鬼ドラマCD〜近藤さんの悩みの種〜』テーマソング
4. 夢・彩・とりどり
作詞：上園彩結音、作曲：松美夜孤雨兵、編曲：ぺさま
  - PSP用ソフト『薄桜鬼 遊戯録弐〜祭囃子と隊士達〜』オープニングテーマ
5. 今日に約束
作詞：上園彩結音、作曲：鶴由雄、編曲：鶴由雄
  - PSP用ソフト『薄桜鬼 遊戯録弐〜祭囃子と隊士達〜』エンディングテーマ
6. 刻の透かし絵
作詞：上園彩結音、作曲：鶴由雄、編曲：戸田章世
  - 『薄桜鬼ドラマCD〜会津隠密帳〜』テーマソング
7. ふたり
作詞：吉岡亜衣加、作曲：藤本コウジ、編曲：河野圭
8. 久遠ノ光
作詞：森由里子、作曲：Ya、編曲：安瀬聖
  - PSP用ゲーム『裏語薄桜鬼』エンディングテーマ
9. 飛沫の花
作詞：上園彩結音、作曲：四月朔日義昭、編曲：四月朔日義昭
  - 『薄桜鬼ドラマCD〜新選組鬼譚〜』テーマソング
10. 遠音
作詞：森由里子、作曲：鶴由雄、編曲：根岸貴幸
  - PSP用ゲーム『源狼』オープニングテーマ
11. 君影草 〜スズラン〜
作詞：吉岡亜衣加、作曲：Yu、編曲：川上博之、Yu
12. おやすみ
作詞：吉岡亜衣加、作曲：吉岡亜衣加、編曲：岩瀬聡志
13. はらり　-2013-ver.
作詞：加々美亜矢、作曲：澤口和彦、編曲：河野圭

DVD（初回限定盤のみ）
1. 夢待ちの季節（ミュージッククリップフルver.）
2. PSP®用ソフト「薄桜鬼 遊戯録 弐」 オープニングムービー（テロップ入り）
3. iOS＆Android用アプリ「薄桜鬼 懐古録」 オープニングムービー（テロップ入り）
4. PSP®用ソフト「裏語 薄桜鬼」 オープニングムービー（テロップ入り）
5. PSP®用ソフト「源狼 GENROH」 オープニングムービー（テロップ入り）
6. 「吉岡亜衣加 コンサートツアー2013 〜薄桜鬼 歌響の宴〜」 密着ドキュメント